# Теодозиу II де Браганса
Теодозиу II де Браганса (порт. Teodósio II, Duque de Bragança; 28 апреля 1568, Вила-Висоза, Эвора — 29 ноября 1630, Вила-Висоза, Эвора) — португальский аристократ, 7-й герцог Браганса (1583—1630). Известен своей верностью королю Испании Филиппу II, который в 1580 году присоединил Португалию к испанским владениям и стал королём Португалии под именем Филиппа I.
Также носил титулы: 3-й герцог Барселуш (1568—1630), маркиз Вила-Висоза, граф Оурен, граф Нейва и граф Аррайолуш (1583—1630).

## Биография
Старший сын Жуана I (1543—1583), 6-го герцога Браганса (1563—1583), и инфанты Екатерины де Гимарайнш (1540—1616).

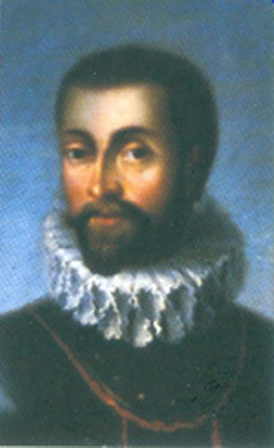
Теодозиу II Браганса

С детства Теодозиу воспитывался при дворе короля Португалии Себастьяна I (1557—1578). Король очень любил мальчика и в 1578 году настоял на том, чтобы он сопровождал его во время военной экспедиции в Марокко. Португальский поход в Марокко завершился полным крахом, поражением и гибелью короля Себастьяна в битве при Эль-Ксар-эль-Кебире. Во время сражения король приказал слугам отвезти десятилетнего мальчика в безопасное место в тылу. Однако Теодозиу бежал из тыла и в сопровождении испуганных слуг отправился к месту битвы. В итоге он был ранен и взят в плен. Его отец, герцог Жуан Браганса, вернувшись в Португалию, сошел с ума от горя и предлагал деньги за выкуп его старшего сына. Он также просил короля Испании Филиппа II, прося его написать письмо к правителю Марокко, чтобы добиться освобождения Теодозиу. Под впечатлением рассказа о его храбрости в бою султан Марокко в августе 1579 года освободил мальчика из плена без выкупа. В Испании Теодозиу был задержан по распоряжению короля Филиппа II.
Между тем в самой Португалии царила полная анархия. После гибели короля Себастьяна I в Марокко новым королём Португалии стал его родственник Энрике I (1578—1580), бывший кардинал, который был бездетен. После смерти Энрике I, не назначившего своего преемника, испанский король Филипп II заявил о своих претензиях на королевский трон соседнего королевства. Осенью 1580 года испанская армия оккупировала Португалию и взяла Лиссабон. Филипп II был избран королём Португалии и стал править под именем Филиппа I.
Теодозиу был сыном инфанты Екатерины, амбициозной женщины, которая вместе со своим мужем, герцогом Жуаном Браганса, стремилась к королевскому престолу. Будучи правнуком короля Португалии Мануэля I, Теодозиу мог претендовать на королевский престол. Поэтому испанский король приказал задержать молодого Теодозиу на испанской территории и только после своего избрания на португальский королевский трон разрешил ему вернуться на родину.
С 1582 года после смерти испанского гранда Фернандо Альвареса, герцога Альба, 1-го вице-короля и 12-го коннетабля Португалии, Теодозиу Браганса был назначен Филиппом II 13-м коннетаблем (1582—1630).
22 февраля 1583 года после смерти своего отца Жуана I Теодозиу II унаследовал титул и владения герцога Браганса. Он стал верным вассалом испанского короля Филиппа II. Теодозиу защищал Лиссабон от нападений другого претендента на трон — Антонио из Крату и отвечал за безопасность Португалии на протяжении многих лет. В награду за его верность Филипп II пожаловал Теодозиу новые титулы и богатые владения.
Жерониму Корте Реал посвятил Теодозиу эпическую поэму из 17 песен «Кораблекрушение и последовавшая за тем печальная гибель Мануэла де Соузы де Сепу́лведы» (Naufrágio e lastimoso sucesso da perdição de Manuel de Sousa de Sepúlveda), опубликованную посмертно в 1594 году.

## Семья и дети
17 июня 1603 года женился на испанке Анне де Веласко и Хирон (1585—1607), дочери Хуана Фернандеса де Веласко (ок. 1550—1613), 5-го герцога Фриаса (1585—1613) и коннетабля Кастилии, и Марии Хирон де Гусман (1553—1608). Их дети:
- Жуан II (1604—1656), 8-й герцог Браганса (1630—1640), 1 декабря 1640 года был коронован как король Португалии Жуан IV (1640—1656)
- Дуарте Браганса (1605—1649), сеньор Вила-ду-Конди
- Катарина Браганса (1606—1610)
- Александр Браганса (1607—1637)